# Heideblattkäfer
Der Heideblattkäfer (Lochmaea suturalis) ist eine Käferart aus der Familie der Blattkäfer (Chrysomelidae). Er ernährt sich von Besenheide (Calluna vulgaris) und anderen Heidearten.

## Merkmale
Der Käfer ist braun mit schwarzer Flügeldeckennaht, seine Länge beträgt fünf bis sechs Millimeter.
Der ausgewachsene Käfer verbringt den Winter im Schlafzustand in Moos oder Blättern unterhalb von Heidepflanzen. Nach Frühlingsanfang kann er mehrere Kilometer fliegen. Die Käfer fressen Heideblätter und -triebspitzen, die Larven fressen die Blätter bis auf die Außenhaut.

## Vorkommen
Der Heideblattkäfer kommt in Nordwesteuropa vor, etwa in Nordwestdeutschland, den Niederlanden, Belgien und dem Vereinigten Königreich.
In manchen Jahren kommt es zur Gradation und massiver Schädigung der Heidegebiete. Die Massenvermehrung hängt mit der Niederschlagsmenge während der Entwicklung der Larven zusammen. Gibt es in drei direkt aufeinanderfolgenden Jahren von Mai bis Juli jeweils mehr als 43 Tage mit über 0,1 Millimeter Niederschlag, ist eine Massenvermehrung zu erwarten.